# Maturitätsprüfung (Deutschland)
Die Maturitätsprüfung (Prüfung „pro maturitate“) war von ca. 1820 bis ca. 1900 eine Prüfung für Schulabgänger (= Abiturienten) von Gymnasien, die sich auf einer „Universität“ (nicht auf einer anderen Hochschule) immatrikulieren und studieren wollten („Abgangs- und Sittenzeugnis“). Die Prüfung wurde nach 1820 in allen Staaten des Deutschen Bundes verbindlich für das Studium bestimmter „staatsnaher“ berufsqualifizierender Studiengänge (Staats- und Kirchendienst) eingeführt. Ein Zeugnis über diese Prüfung (Maturitäts-Zeugnis) war nicht Zugangsvoraussetzung für ein Studium oder den Hochschulzugang; das Zeugnis war lediglich („spätestens“) bei allen Staatsexamen vorzulegen. Die Prüfung konnte daher auch noch vor einer dazu bestimmten Kommission an der Universität abgelegt werden. Ende des 19. Jahrhunderts wurde die Prüfung – eingedeutscht – nur noch als Reifeprüfung (Zeugnis der Reife) bezeichnet und Ende des 20. Jahrhunderts als Abiturprüfung (Abiturzeugnis) fortgeführt.
Diejenigen Aspiraten, die entweder
1. ausdrücklich nicht Staatsdiener („gelehrter Staats- und Kirchendienst“) werden oder
2. keine staatlichen Stipendien (damals: beneficien, mensa gratuita = Freitische oder ähnliche Vergünstigungen) erhalten wollten,

brauchten bei der Immatrikulation kein Zeugnis vorzulegen.
Maturitätsprüfungen gab es nicht nur auf dem Gymnasium (zum Abgang zur Universität). Später nannte man auch die Abgängerprüfungen auf den Realschulen (das waren nicht die heutigen Realschulen, sondern die späteren Realgymnasien und Oberrealschulen) Maturitätsprüfung, deren Abgänger eine Bauschule, Berg- oder Forstakademie, ein Polytechnikum u. Ä. besuchen wollten.
In Österreich und der Schweiz hat sich die Bezeichnung Matura bzw. auch Matur für die erfolgreiche Abiturprüfung erhalten.

## Die Regelung der Maturitätsprüfung
Die Vorschrift über die Einzelheiten der Prüfung erfolgte meist in als Reglement o. ä. bezeichneten Bestimmungen.

### Personaler Geltungsbereich
Die Regelung betraf:
1. Schüler eines (inländischen oder auswärtigen) Gymnasiums, und auch
2. diejenigen, die keine Schule besucht hatten, sondern von Privatlehrern vorbereitet worden waren. Diese Prüfung war

(a) nur für Universitätsstudien erforderlich, andere Hochschulen betraf dies nicht. Eine weitere Voraussetzung war, dass die Schüler
(b) ein drei- oder vierjähriges Studium (Triennium oder Quadriennium) anstrebten.
Die Prüfung musste erst nach 1835 vor dem Abgang zur Universität erfolgen.

### Zweck der Prüfung
Der Zweck dieser Prüfung war, auszumitteln, ob der Abiturient den Grad der Schulbildung erlangt hat, welcher erforderlich ist, um sich mit Nutzen und Erfolg dem Studium eines besonderen wissenschaftlichen Fachs widmen zu können. Gemeint sind damit nur die „auf der“ Universität angebotenen Fächer (die Fächer der Technischen Hochschulen, Bergakademien, Handelshochschulen usw. waren damit nicht gemeint).

## Die Geschichte der Maturitätsprüfung

### Vorläufer
Ein Vorläufer dieser Art von Prüfung gab es nicht. Das war auch nicht nötig, weil bis in die erste Hälfte des 19. Jahrhunderts die Auffassung bestand, dass sich der Staat nicht in das (Rechts-)Verhältnis der Erziehungsberechtigten eines Kindes (Vater oder Vormund) einerseits und der Universität andererseits (oder weiteren „hohen“ Schulen, den vereinheitlichenden Begriff Hochschulen gab es noch nicht) einmischen darf. Deshalb hing es von den Vätern bzw. den sonstigen Erziehungsberechtigten (Vormündern) ab, ob sie ein Kind für reif hielten (z. B. nach Privatunterricht durch Hauslehrer) oder aber, ob sich die Universität von der Tauglichkeit eines Studienanwärters vergewissern wollte. Da die Universitäten rechtlich selbstständige Korporationen (und keine Staatsanstalten wie später) waren, bestimmten sie über die Zugangs- oder Zulassungsvoraussetzungen. Auch die oft zitierten preußischen Regelungen von 23. Dezember 1788 (Rescript) und vom 25. Juni 1812 (Instruction – ausdrücklich bestätigt durch königliches Edict vom 12. October 1812) – schrieben keine Schul-Abgänger-Prüfung, Abiturienten-Prüfung oder ein Maturitätszeugnis für die zur Universität abgehenden Schüler vor, obwohl z. B. der preußische Staat hierfür eine Gesetzgebungskompetenz beanspruchte („Universitäten sind eine Veranstaltung des Staates“, Allgemeines Landrecht für die Preußischen Staaten von 1794, Zweiter Theil, Zwölfter Titel, § 1).
Derartige Prüfungen wurden erst nach der Ermordung August von Kotzebues (23. März 1819) und den von August bis Oktober 1819 dauernden antijüdischen Hep-Hep-Krawallen (Beginn: 2. August 1819 in Würzburg) in Folge der Karlsbader Beschlüsse (31. August 1819) und dem darauf folgenden Provisorischen Beschluß über die in Ansehung der Universitäten zu ergreifenden Maaßregeln des Bundestags des Deutschen Bundes vom 20. September 1819 zur Verhinderung weiterer „Politisierung“ von Studenten und Professoren (gefährliche Lehrer und geheime Verbindungen) in den 1820er und 1830er Jahren in fast allen deutschen Ländern eingeführt. Auch dieser Beschluss machte die Maturitätsprüfung nicht zur Pflicht. Nach wie vor konnten auch für „unreif befundene Jünglinge“ auf der Universität studieren, sie erhielten jedoch – nach der Vorschrift – keine Stipendien mehr. An den Universitäten wurden weiterhin Sekundaner und Tertianer akzeptiert und auch bei der Stipendienvergabe schien es in der Praxis eher „locker“ vor sich gegangen zu sein. Das Abgänger-Reglement erschien versierten Zeitgenossen als Blendwerk.
Den Anfang strengerer Vorschriften machte das Kurfürstentum Hessen (Hessen-Kassel, Landes-Universität in Marburg) 1819 und das Großherzogtum Hessen (Hessen-Darmstadt, Landes-Universität in Gießen) 1825: Kurfürst Wilhelm I. (Kurfürstentum Hessen) verpflichtete in den Gesetzen für die Studirenden der Universität Marburg diese, Um die Immatrikulation und durch sie das akademische Bürgerrecht zu gewinnen, … das Maturitäts-Zeugnis seiner bisherigen Lehrer … beizubringen oder aber sich einer Prüfung vor dem Collegio scholarcharum zu unterwerfen. Er befahl wenige Monate später seiner Landes-Universität in Marburg für die staatsnahen Berufe, keinen Unterthan …, [der] Theologie, Jurisprudenz, Medicin oder Cameral-Wissenschaften studieren wollte, ohne Vorzeigung eines … förmlichen Zeugnisses der Reife von irgend einem öffentlichen Gymnasium, zu immatrikuliren. (1828 wurden die Fächer Staatswissenschaften, Philosophie und Philologie hinzugefügt).
- Danach waren diejenigen, welche nicht die Absicht hatten, im Staatsdienst demnächst angestellt zu werden, und ohne sich ausschließlich einem der vier genannten Fächer widmen zu wollen, … z. B. Oekonomen, Chirurgen, Forstleute geringerer Art, Apotheker, Viehärzte, Bereiter und dergl. von der Pflicht der Vorlage eines Maturitäts-Zeugnisses befreit, außer wenn sie sich um Geldbenefizien oder um Freitische bewerben, indem diese ihnen sonst nicht verliehen werden sollen.[14]
- Auch diejenigen, die in der Philosophischen Fakultät studieren wollten, benötigten nicht unbedingt ein Maturitätszeugnis: Hier konnten Schüler, die die Maturitäts-Prüfung nicht (bestanden) hatten, oder Personen, die nur ihrer allgemeinen Bildung oder wegen einer Spezialausbildung einzelne Vorlesungen hören wollten, eingeschrieben werden und studieren[15] (Artistenfakultät, Zulassung mit kleiner Matrikel). Wer keine dereinstige öffentliche Anstellung erstrebte, war von der Vorlage eines Zeugnisses befreit.[16]

Es folgten fast alle Staaten des Deutschen Bundes bis zum Jahre 1834, so das Großherzogtum Baden 1823, Oldenburg 1827, Hannover und Sachsen 1829, Mecklenburg 1833 und Württemberg. Nach 1835 verschärften die deutschen Staaten den Universitätszugang schrittweise und machten die Vorlage eines Maturitätszeugnisses zur Voraussetzung der Immatrikulation. Auch der zunehmende Finanzbedarf der Universitäten und die Anerkennung anderer „hohen“ Schulen als akademische Einrichtungen (z. B. Technische Hochschulen, Bergbau-, Forsthochschulen usw.) in der zweiten Hälfte des 19. Jahrhunderts förderten den Staatseinfluss.

### Maturitätsprüfung nur für Staatsexamen
In Preußen kam es auf Grund des in Art. 26 der Verfassungs-Urkunde von 1850 vorgesehenen Unterrichtsgesetzes zu einem Entwurf des Unterrichtsministers Adalbert von Ladenberg, der aber nicht realisiert wurde. In dem Entwurf war in den §§ 222–228 die Immatrikulation geregelt. In § 223 werden zwei Voraussetzungen für die Einschreibung vorgesehen, einmal ein von einem inländischen (= preußischen) Gymnasium ausgestelltes Zeugnis der Reife und zum zweiten die Erlaubnis durch den Vater oder Vormund zum Studium auf der betreffenden Universität. Das galt aber nur für diejenigen, die sich der Theologie, der Jurisprudenz und den Staatswissenschaften, der Medicin und Chirurgie, der Philologie oder einem sonstigen die Universitätsbildung gesetzlich erfordernden Berufe widmen wollten. Das 1871 gegründete Deutsche Reich änderte an den vorhergehenden Vorschriften der Bundesstaaten nichts, weil die Unterrichts- und Hochschulangelegenheiten in der Zuständigkeit der Bundesstaaten verblieben (damals bereits Kulturhoheit der Länder). Demgemäß taucht das Wort Abitur in den amtlichen Schriften vor 1945 fast gar nicht auf, wohl aber das Wort Abiturienten (= Abgänger). Das war auch nicht nötig, denn beim Abitur (oder genauer: der erfolgreichen Abiturprüfung, damals noch: Reifeprüfung oder in Bayern: Gymnasialabsolutorialprüfung) ging es um die Zulassung zu Staatsexamen, nicht um den Universitätszugang. Die Reifeprüfung am Gymnasium berechtigte zum uneingeschränkten Studium in allen Fächern an der Universität, die des Realgymnasiums berechtigte in aller Regel nur zum Studium der Fächer der Staatswirtschaftlichen und Naturwissenschaftlichen Fakultät und Neuere Sprachen und Geschichte an der Philosophischen Fakultät (das war aber von Universität zu Universität unterschiedlich). Häufig bot die Universität Lateinkurse an, die zum Erwerb des kleinen oder großen Latinums führen konnten, dann war ein Studium fast aller Fächer möglich (außer Theologie). Demgemäß gab es auch ein Reifezeugnis der (zehnklassigen) Oberrealschule; es berechtigte aber nur zum Studium in der Naturwissenschaftlichen Fakultät (ab 1899 nach einer Ergänzungsprüfung in Latein auch zum Studium an der Philosophischen Fakultät). Ab 1904 wurde das Monopol des Gymnasiums auf ein Studium aller Fächer aufgehoben (Ausnahme: altsprachliche Kenntnisse für Studien der Theologie und der Altphilologie). Noch 1908/09 (1908 Frauenstudium, aber nur nach Genehmigung des Ministers) waren bis zu 10 % der männlichen Studierenden (an den zwölf preußischen Universitäten) ohne Reifeprüfung (Chemiker, Nationalökonomen, Pharmazeuten, Zahnmediziner).